# Hodowyzja
Hodowyzja (ukrainisch Годовиця; russisch Годовица Godowiza, polnisch Hodowica) ist ein Dorf in der westukrainischen Oblast Lwiw mit etwa 870 Einwohnern.
Am 12. Juni 2020 wurde das Dorf ein Teil der neu gegründeten Landgemeinde Sokilnyky im Rajon Lwiw; bis dahin bildete das Dorf zusammen mit dem Dorf Bassiwka die gleichnamige Landratsgemeinde im Rajon Pustomyty.

## Geschichte
Der Ort wurde im Jahre 1371 als Hodovicza erstmals urkundlich erwähnt.
Das Dorf gehörte zunächst zur Adelsrepublik Polen-Litauen, Woiwodschaft Ruthenien, Lemberger Land und war schon im Mittelalter ethnisch polnisch, d. h. die Namen der Einwohner waren in den damaligen historischen Quellen überwiegend polnisch. Im Jahre 1405 erhielten die römisch-katholischen Einwohner (also ohne Ruthenen) des Dorfes Hodovycze das Magdeburger Recht. Die römisch-katholische Pfarrei wurde vor dem Jahre 1498 errichtet. Später wurde es als Hodowicze (1421), ville Hodovice (1431), Chodowicza (1578), Hodowice (16. Jahrhundert), Hodowica al. Hodowice (1882) erwähnt. Der Name ist patronymisch abgeleitet vom ukrainischen Namen *Гod, kurz von *Гoducлaв (polnisch Godzisław).
Im Jahre 1621 wurde die römisch-katholische Holzkirche von Tataren zerstört. Kurz danach wurde eine neue Kirche erbaut, die durch eine gemauerte Kirche in den Jahren 1751–58 ersetzt wurde. Seit der Mitte des 19. Jahrhunderts bestand ein Mariensanktuarium.
Bei der Ersten Teilung Polens kam das Dorf 1772 zum neuen Königreich Galizien und Lodomerien des habsburgischen Kaiserreichs (ab 1804).
Im Jahre 1900 hatte die Gemeinde Hodowice 142 Häuser mit 810 Einwohnern, davon 694 polnischsprachige, 116 ruthenischsprachige, 565 römisch-katholische, 234 griechisch-katholische, 11 Juden.
Nach dem Ende des Polnisch-Ukrainischen Kriegs 1919 kam Hodowyzja zu Polen. Im Jahre 1921 hatte die Gemeinde Hodowica 172 Häuser mit 972 Einwohnern, davon 830 Polen, 121 Ruthenen, 21 Juden (Nationalität), 759 römisch-katholische, 192 griechisch-katholische, 21 Juden (Religion).
Im Zweiten Weltkrieg gehörte es zuerst zur Sowjetunion und ab 1941 zum Generalgouvernement, ab 1945 wieder zur Sowjetunion, heute zur Ukraine. Die Polen wurden im Jahre 1946 nach Polen umgesiedelt.

## Sehenswürdigkeiten
- Ruinen der römisch-katholischen Allerheiligenkirche, erbaut 1751–58 nach dem Projekt von Bernhard Meretyn, geschlossen 1961, 1974 teilweise verbrannt.[4]

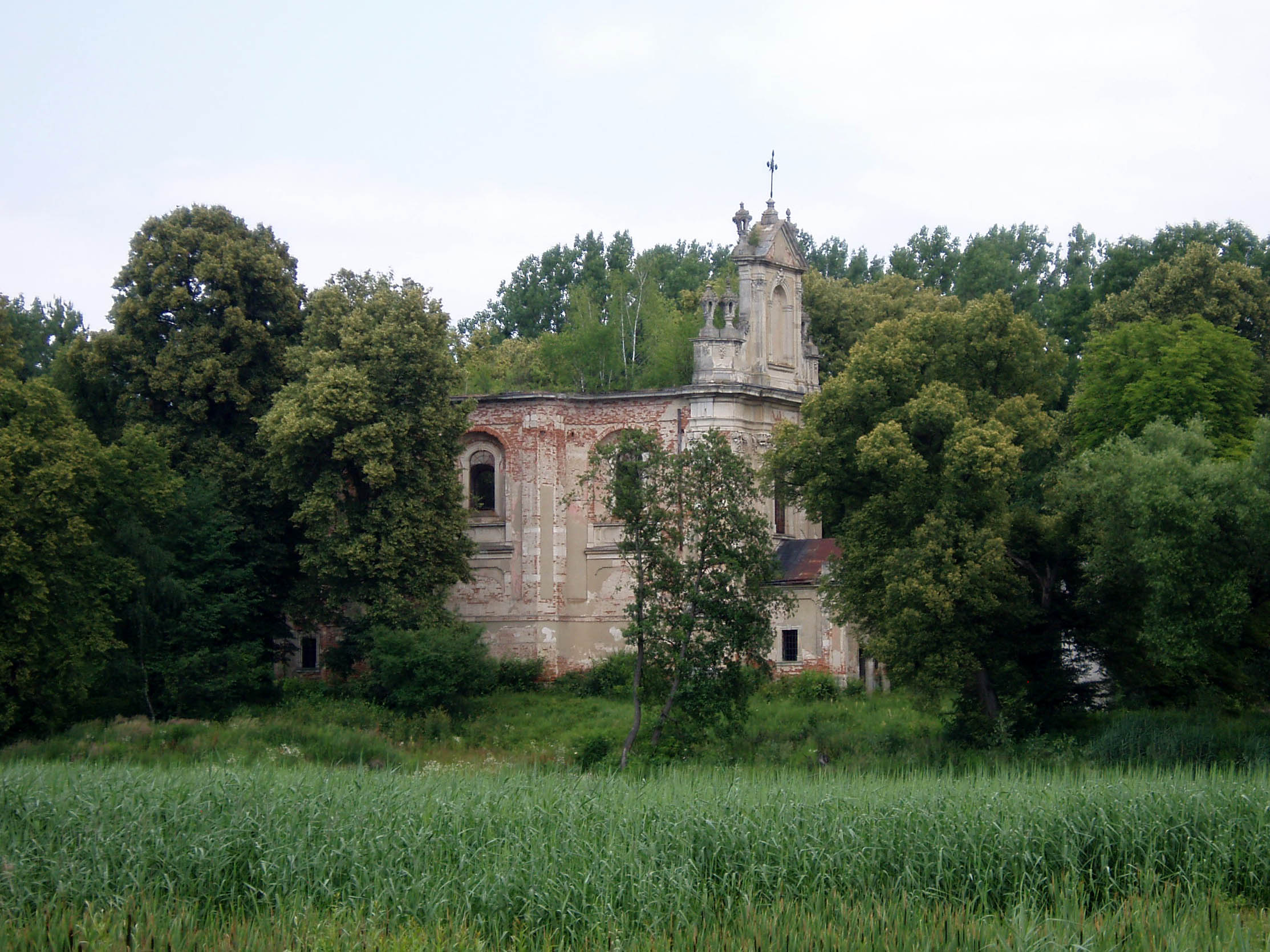
Allerheiligenkirche
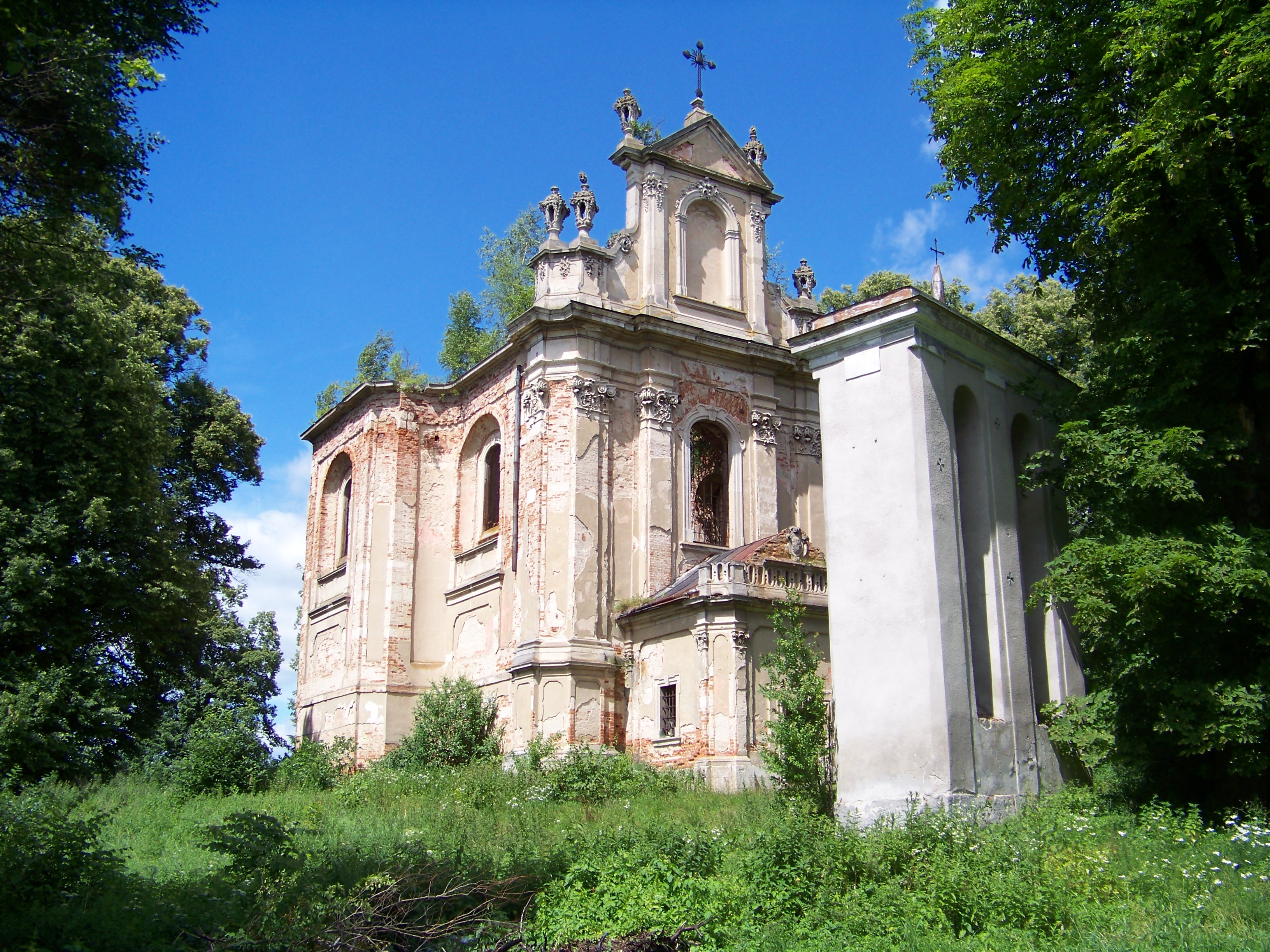
Allerheiligenkirche
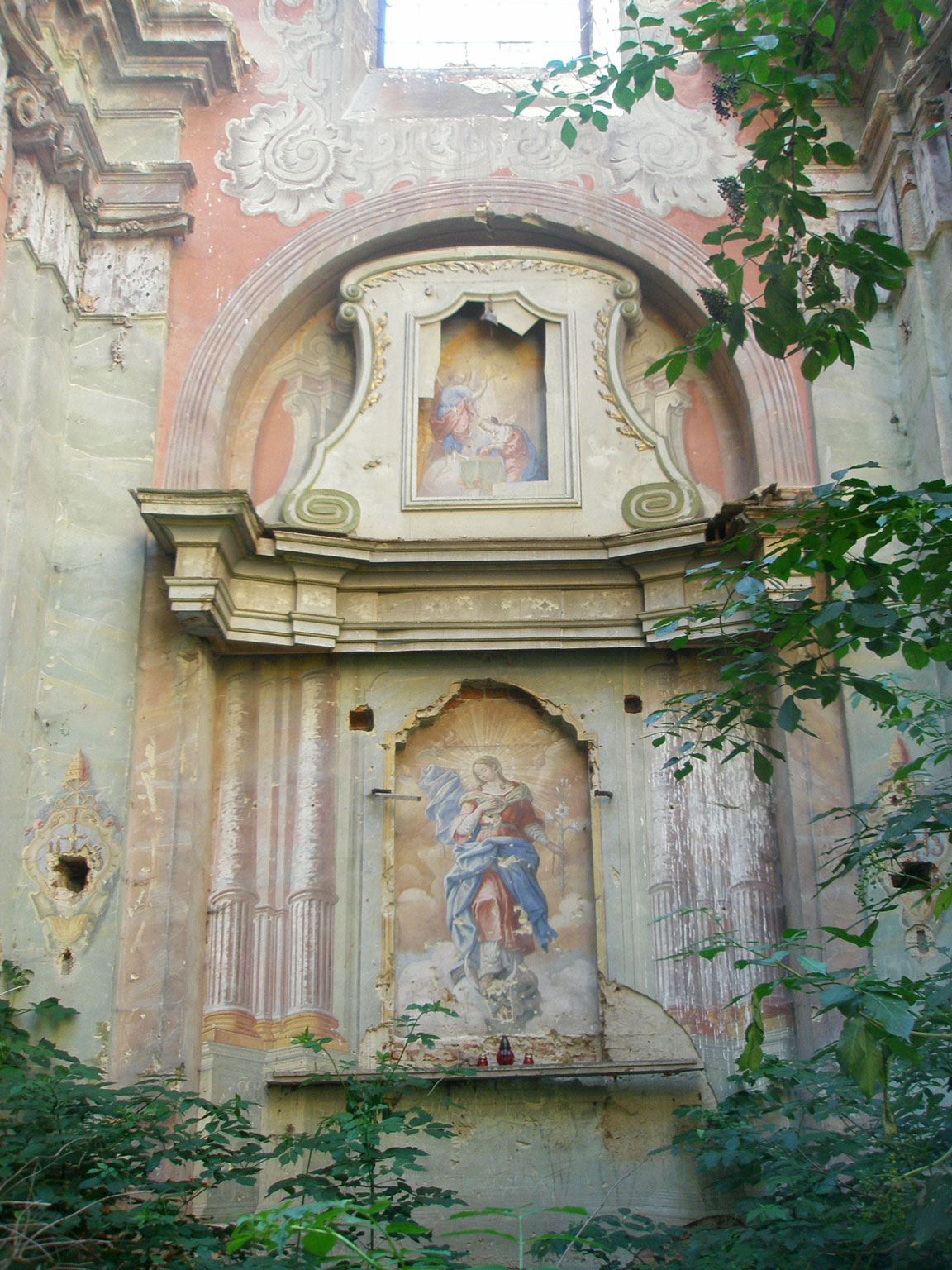
Allerheiligenkirche
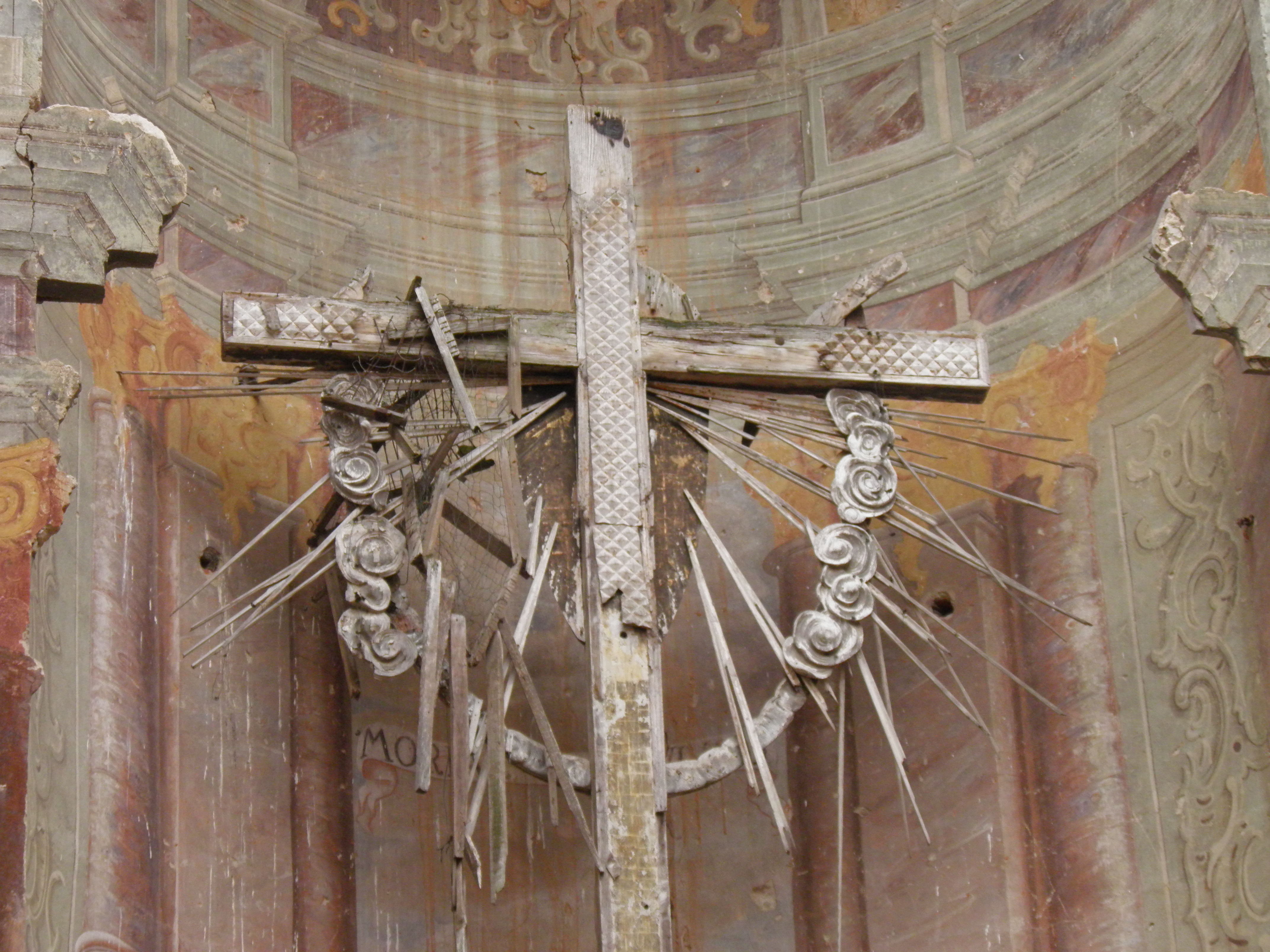
Allerheiligenkirche